# North Wilkesboro
North Wilkesboro és una població dels Estats Units a l'estat de Carolina del Nord. Segons el cens del 2000 tenia 4.116 habitants.

## Demografia
Segons el cens del 2000, North Wilkesboro tenia 5.116 habitants, 1.639 habitatges i 942 famílies. La densitat de població era de 310,4 habitants per km².
Dels 1.639 habitatges en un 27,2% hi vivien nens de menys de 18 anys, en un 38,1% hi vivien parelles casades, en un 15,1% dones solteres, i en un 42,5% no eren unitats familiars. En el 39,3% dels habitatges hi vivien persones soles el 17,3% de les quals corresponia a persones de 65 anys o més que vivien soles. El nombre mitjà de persones vivint en cada habitatge era de 2,25 i el nombre mitjà de persones que vivien en cada família era de 3,01.
Per edats la població es repartia de la següent manera: un 23,7% tenia menys de 18 anys, un 10% entre 18 i 24, un 29% entre 25 i 44, un 20,5% de 45 a 60 i un 16,8% 65 anys o més.
L'edat mediana era de 36 anys. Per cada 100 dones de 18 o més anys hi havia 97 homes.
La renda mediana per habitatge era de 22.813 $ i la renda mediana per família de 29.844 $. Els homes tenien una renda mediana de 22.204 $ mentre que les dones 17.872 $. La renda per capita de la població era de 14.594 $. Entorn del 21,8% de les famílies i el 21,2% de la població estaven per davall del llindar de pobresa.

## Poblacions més properes
El següent diagrama mostra les poblacions més properes.